# Taohua, Anhui
Taohua (kinesiska: 桃花)  är en köping i östra Kina. Den ligger i Feixi härad i staden Hefei i provinsen Anhui, omkring 12 kilometer sydväst om provinshuvudstaden Hefei. Antalet invånare är 71638. Befolkningen består av 31 797 kvinnor och 39 841 män. Barn under 15 år utgör 7,0 %, vuxna 15-64 år 88 %, och äldre över 65 år 3,0 %.